# Bougainvillia balei
Bougainvillia balei är en nässeldjursart som beskrevs av Eberhard Stechow 1924    . Bougainvillia balei ingår i släktet Bougainvillia och familjen Bougainvilliidae. Inga underarter finns listade i Catalogue of Life.